# Brusno (Polska)
Brusno (niem. Brutzen) – wieś w Polsce, położona w województwie zachodniopomorskim, w powiecie świdwińskim, w gminie Połczyn-Zdrój. Przez wieś przepływa struga Brusna. W 2011 roku liczba mieszkańców we wsi Brusno wynosiła 319.
Obszar wsi został objęty obszarem specjalnej ochrony ptaków „Ostoja Drawska”.
Około 1,3 km na północ od wsi znajduje się wzniesienie Skąpa Góra.